# Герб Бискайи
Герб Бискайи — официальный символ провинции Бискайя. 

## Описание
В серебряном поле с золотой каймой, обременённой восемью червлёными косыми крестами, червлёный латинский крест на коричневом основании, прикрытый вырванным дубом натурального цвета. Щит окружён венком из зелёных дубовых ветвей с золотыми желудями.

## Символика
Герб Бискайи версии 1986—2007 годов является составной частью герба Страны Басков и расположен во втором поле. Изначально дуб появился на гербе как признание испанскими королями баскской автономии в XVI веке. Это был дуб из города Герника, под этим дубом оглашались законы Страны Басков, а король давал клятву не посягать на права народа.